# ロスマーレン・グラスコート選手権
ロスマーレン・グラスコート選手権（Rosmalen Grass Court Championships）は、1990年から毎年6月にオランダ・スヘルトーヘンボスで開催されている国際プロテニス大会である。サーフェスは屋外グラスコート。全仏オープン終了後からウィンブルドン選手権開幕までの約1ヶ月の期間中に前哨戦として開催される、数少ないグラスコートサーフェスのツアー大会の一つである。2019年現在の大会カテゴリは男子がATPツアー250、女子がWTA 250に属す。
当初は男子ATPツアーのみを開催していたが、1996年大会から女子WTAツアーも同時開催するようになり、以降男女共催の大会として開催されている。

## 大会名の変遷
- コンチネンタル・グラスコート選手権（Continental Grass Court Championships）: 1990年–1995年、1996年男子
- ウィルキンソン・レディー選手権（Wilkinson Lady Championships）: 1996年女子
- ハイネケン・トロフィー（Heineken Trophy）: 1997年–2001年
- オルディナ・オープン（Ordina Open）: 2002年–2009年
- ユニセフ・オープン（Unicef Open）: 2010年–2012年
- トップシェルフ・オープン（Topshelf Open）: 2013年–2015年
- リコー・オープン（Ricoh Open）: 2016年–2017年
- リベマ・オープン（Libema Open）: 2018年–現在[1]

## 大会歴代優勝者

### 男子

#### シングルス
| 年   | 優勝                             | 準優勝                   | スコア                  |
| ---- | -------------------------------- | ------------------------ | ----------------------- |
| 1990 | アモス・マンスドルフ             | アレクサンドル・ボルコフ | 6-3, 7-6                |
| 1991 | クリスティアン・サチェアヌ       | ミヒル・サーパース       | 6-1, 3-6, 7-5           |
| 1992 | ミヒャエル・シュティヒ           | ジョナサン・スターク     | 6-4, 7-5                |
| 1993 | アルノー・ブッチ                 | ウォリー・マズア         | 3-6, 6-3, 6-3           |
| 1994 | リカルド・クライチェク           | カーステン・ブラーシュ   | 6-3, 6-4                |
| 1995 | カロル・クチェラ                 | アンダース・ヤリード     | 7-6(9-7), 7-6(7-4)      |
| 1996 | リッチー・レネバーグ             | ステファン・シミアン     | 6-4, 6-0                |
| 1997 | リカルト・クライチェク           | ギヨーム・ラウー         | 6-4, 7-6(9-7)           |
| 1998 | パトリック・ラフター             | マルティン・ダム         | 7-6(7-2), 6-2           |
| 1999 | パトリック・ラフター             | アンドレイ・パベル       | 3-6, 7-6(9-7), 6-4      |
| 2000 | パトリック・ラフター             | ニコラ・エスクード       | 6-1, 6-3                |
| 2001 | レイトン・ヒューイット           | ギリェルモ・カナス       | 6-3, 6-4                |
| 2002 | チャン・シャルケン               | アルノー・クレマン       | 3-6, 6-3, 6-2           |
| 2003 | チャン・シャルケン               | アルノー・クレマン       | 6-3, 6-4                |
| 2004 | ミカエル・ロドラ                 | ギリェルモ・コリア       | 6-3, 6-4                |
| 2005 | マリオ・アンチッチ               | ミカエル・ロドラ         | 7-5, 6-4                |
| 2006 | マリオ・アンチッチ               | ヤン・ヘルニチ           | 6-0, 5-7, 7-5           |
| 2007 | イワン・リュビチッチ             | ペーター・ベッセルス     | 7-6(7-5), 4-6, 7-6(7-4) |
| 2008 | ダビド・フェレール               | マルク・ジケル           | 6-4, 6-2                |
| 2009 | ベンヤミン・ベッカー             | レーモン・スロイター     | 7-5, 6-3                |
| 2010 | セルジー・スタホフスキー         | ヤンコ・ティプサレビッチ | 6-3, 6-0                |
| 2011 | ドミトリー・トゥルスノフ         | イワン・ドディグ         | 6-3, 6-2                |
| 2012 | ダビド・フェレール               | フィリップ・ペッシュナー | 6-3, 6-4                |
| 2013 | ニコラ・マユ                     | スタニスラス・ワウリンカ | 6-3, 6-4                |
| 2014 | ロベルト・バウティスタ・アグート | ベンヤミン・ベッカー     | 2-6, 7-6(7-2), 6-4      |
| 2015 | ニコラ・マユ                     | ダビド・ゴファン         | 7-6(7-1), 6-1           |
| 2016 | ニコラ・マユ                     | ジル・ミュラー           | 6-4, 6-4, 6-1           |
| 2017 | ジル・ミュラー                   | イボ・カロビッチ         | 7-6(7-5), 7-6(7-4)      |
| 2018 | リシャール・ガスケ               | ジェレミー・シャルディー | 6-3, 7-6(7-5)           |
| 2019 | アドリアン・マナリノ             | ジョーダン・トンプソン   | 7-6(9-7), 6-3           |
| 2020 | 開催なし                         | 開催なし                 | 開催なし                |
| 2021 | 開催なし                         | 開催なし                 | 開催なし                |
| 2022 | ティム・ファン・ライトホフェン   | ダニール・メドベージェフ | 6-4, 6-1                |
| 2023 | タロン・フリークスポール         | ジョーダン・トンプソン   | 6-7(4-7), 7-6(7-3), 6-3 |
| 2024 | アレックス・デミノー             | セバスチャン・コルダ     | 6-2, 6-4                |
| 2025 | ガブリエル・ディアロ             | ジズー・ベルグス         | 7-5, 7-6(10-8)          |

#### ダブルス
| 年   | 優勝                                                | 準優勝                                                    | スコア                      |
| ---- | --------------------------------------------------- | --------------------------------------------------------- | --------------------------- |
| 1990 | ヤコブ・ラセク ミヒャエル・シュティヒ               | ジム・グラブ パトリック・マッケンロー                     | 7-6, 6-3                    |
| 1991 | ヘンドリク・ヤン・ダーヴィッツ ポール・ハーフース   | リカルト・クライチェク ヤン・シーメリンク                 | 6-3, 7-6                    |
| 1992 | ジム・グラブ リッチー・レネバーグ                   | ジョン・マッケンロー ミヒャエル・シュティヒ               | 6-4, 6-7, 6-4               |
| 1993 | パトリック・マッケンロー ジョナサン・スターク       | デイヴィッド・アダムズ アンドレイ・オルホフスキー         | 7-6, 1-6, 6-4               |
| 1994 | シュテファン・ノーテブーム フェルノン・ヴィビール   | ディエゴ・ナルギーゾ ピーター・ナイボルグ                 | 6-3, 1-6, 7-6               |
| 1995 | リカルト・クライチェク ヤン・シーメリンク           | ヘンドリク・ヤン・ダーヴィッツ アンドレイ・オルホフスキー | 7-5, 6-3                    |
| 1996 | ポール・キルデリー パベル・ビズネル                 | アンダース・ヤリード ダニエル・ネスター                   | 7-5, 6-3                    |
| 1997 | ヤッコ・エルティン ポール・ハーフース               | トレバー・クロネマン デビッド・マクファーソン             | 6-4, 7-5                    |
| 1998 | ギヨーム・ラウー ヤン・シーメリンク                 | ジョシュア・イーグル アンドリュー・フローレント           | 6-3, 3-6, 6-1               |
| 1999 | リーンダー・パエス ヤン・シーメリンク               | エリス・フェレイラ ダヴィド・リクル                       | 雨天順延後棄権*             |
| 2000 | マルティン・ダム シリル・スーク                     | ポール・ハーフース サンドン・ストール                     | 6-4, 6-7(5-7), 7-6(7-5)     |
| 2001 | ポール・ハーフース チャン・シャルケン               | マルティン・ダム シリル・スーク                           | 6-4, 6-4                    |
| 2002 | マルティン・ダム シリル・スーク                     | ポール・ハーフース ブライアン・マクフィー                 | 7-6(8-6), 6-7(6-8), 6-4     |
| 2003 | マルティン・ダム シリル・スーク                     | ドナルド・ジョンソン リーンダー・パエス                   | 7-5, 7-6(7-4)               |
| 2004 | マルティン・ダム シリル・スーク                     | ラース・ブルグスミュラー ヤン・バチェク                   | 6-3, 6-7(7-9), 6-3          |
| 2005 | シリル・スーク パベル・ビズネル                     | トマーシュ・ツィブレツ レオシュ・フリエドル               | 6-3, 6-4                    |
| 2006 | マルティン・ダム リーンダー・パエス                 | アルノー・クレマン クリス・ハガード                       | 6-1, 7-6(7-3)               |
| 2007 | ジェフ・クッツェー ロヒール・ワッセン               | マルティン・ダム リーンダー・パエス                       | 3-6, 7-6(7-5), [12-10]      |
| 2008 | マリオ・アンチッチ ユルゲン・メルツァー             | マヘシュ・ブパシ リーンダー・パエス                       | 7-6(7-5), 6-3               |
| 2009 | ウェスリー・ムーディ ディック・ノーマン             | ヨハン・ブルンストロム ジャン＝ジュリアン・ロイヤー       | 7-6(7-3), 6-7(8-10), [10-5] |
| 2010 | ロベルト・リンドステット ホリア・テカウ             | ルーカス・ドロウヒー リーンダー・パエス                   | 1-6, 7-5, [10-7]            |
| 2011 | ダニエレ・ブラッチアリ フランティシェク・チェルマク | ロベルト・リンドステット ホリア・テカウ                   | 6-3, 2-6, [10-8]            |
| 2012 | ロベルト・リンドステット ホリア・テカウ             | フアン・セバスティアン・カバル ドミトリー・トゥルスノフ   | 6-3, 7-6(7-1)               |
| 2013 | マックス・ミルヌイ ホリア・テカウ                   | アンドレ・ベーゲマン マルティン・エメリッヒ               | 6-3, 7-6(7-4)               |
| 2014 | ジャン＝ジュリアン・ロイヤー ホリア・テカウ         | サンティアゴ・ゴンサレス スコット・リプスキー             | 6-3, 7-6(7-3)               |
| 2015 | イボ・カルロビッチ ルカシュ・クボット               | ピエール＝ユーグ・エルベール ニコラ・マユ                 | 6-2, 7-6(11-9)              |
| 2016 | マテ・パビッチ マイケル・ビーナス                   | ドミニク・イングロット レイベン・クラーセン               | 3-6, 6-3, [11-9]            |
| 2017 | ルカシュ・クボット マルセロ・メロ                   | レイベン・クラーセン ラジーブ・ラム                       | 6-3, 6-4                    |
| 2018 | ドミニク・イングロット フランク・シュクゴール       | レイベン・クラーセン マイケル・ビーナス                   | 7-6(7-3), 7-5               |
| 2019 | ドミニク・イングロット オースティン・クライチェク   | ウェスリー・クールホフ マーカス・ダニエル                 | 6-4, 4-6, [10-4]            |

- 当初悪天候のため決勝戦が順延となったが、その後対戦相手ペアがスケジュールの都合から次の大会への出場を優先して棄権している[41][62]。

### 女子

#### シングルス
| 年   | 優勝                           | 準優勝                           | スコア                  |
| ---- | ------------------------------ | -------------------------------- | ----------------------- |
| 1996 | アンケ・フーバー               | ヘレナ・スコバ                   | 6-4, 7-6(7-2)           |
| 1997 | ルクサンドラ・ドラゴミル       | ミリアム・オレマンス             | 5-7, 6-2, 6-4           |
| 1998 | ジュリー・アラール＝デキュジス | ミリアム・オレマンス             | 6-2, 6-4                |
| 1999 | クリスティーナ・ブランディ     | シルビア・タラヤ                 | 6-0, 3-6, 6-1           |
| 2000 | マルチナ・ヒンギス             | ルクサンドラ・ドラゴミル         | 6-2, 3-0, 途中棄権      |
| 2001 | ジュスティーヌ・エナン         | キム・クライシュテルス           | 6-4, 3-6, 6-3           |
| 2002 | エレニ・ダニリドゥ             | エレーナ・デメンチェワ           | 3-6, 6-2, 6-3           |
| 2003 | キム・クライシュテルス         | ジュスティーヌ・エナン＝アーデン | 6-7(4-7), 3-0, 途中棄権 |
| 2004 | マリー・ピエルス               | クララ・クーカロバ               | 7-6(8-6), 6-2           |
| 2005 | クララ・クーカロバ             | ルーシー・サファロバ             | 3-6, 6-2, 6-2           |
| 2006 | ミハエラ・クライチェク         | ディナラ・サフィナ               | 6-3, 6-4                |
| 2007 | アンナ・チャクベタゼ           | エレナ・ヤンコビッチ             | 7-6(7-2), 3-6, 6-3      |
| 2008 | タマリネ・タナスガーン         | ディナラ・サフィナ               | 7-5, 6-3                |
| 2009 | タマリネ・タナスガーン         | ヤニナ・ウィックマイヤー         | 6-3, 7-5                |
| 2010 | ジュスティーヌ・エナン         | アンドレア・ペトコビッチ         | 3-6, 6-3, 6-4           |
| 2011 | ロベルタ・ビンチ               | エレナ・ドキッチ                 | 6-7(7-9), 6-3, 7-5      |
| 2012 | ナディア・ペトロワ             | ウルシュラ・ラドワンスカ         | 6-4, 6-3                |
| 2013 | シモナ・ハレプ                 | キルステン・フリプケンス         | 6-4, 6-2                |
| 2014 | ココ・バンダウェイ             | 鄭潔                             | 6-2, 6-4                |
| 2015 | カミラ・ジョルジ               | ベリンダ・ベンチッチ             | 7-5, 6-3                |
| 2016 | ココ・バンダウェイ             | クリスティナ・ムラデノビッチ     | 7-5, 7-5                |
| 2017 | アネット・コンタベイト         | ナタリア・ビクリャンツェワ       | 6-2, 6-3                |
| 2018 | アレクサンドラ・クルニッチ     | キルステン・フリプケンス         | 6-7(0-7), 7-5, 6-1      |
| 2019 | アリソン・リスク               | キキ・ベルテンス                 | 0-6, 7-6(7-3), 7-5      |

#### ダブルス
| 年   | 優勝                                                  | 準優勝                                                      | スコア                       |
| ---- | ----------------------------------------------------- | ----------------------------------------------------------- | ---------------------------- |
| 1996 | ラリサ・ネーランド ブレンダ・シュルツ＝マッカーシー   | クリスティ・ボーグルト ヘレナ・スコバ                       | 6-4, 7-6(9-7)                |
| 1997 | エヴァ・メリチャロバ ヘレナ・ビルドバ                 | カリナ・ハブスドバ フロレンシア・ラバト                     | 6-3, 7-6(8-6)                |
| 1998 | サビーネ・アペルマンス ミリアム・オレマンス           | カタリナ・クリステア エヴァ・メリチャロバ                   | 6-7(4-7), 7-6(8-6), 7-6(7-5) |
| 1999 | シルビア・ファリナ リタ・グランデ                     | カーラ・ブラック クリスティ・ボーグルト                     | 7-5, 7-6(7-2)                |
| 2000 | ニコル・プラット エリカ・デローン                     | キャサリン・バークレー カリナ・ハブスドバ                   | 7-6(8-6), 4-3, 途中棄権      |
| 2001 | ルクサンドラ・ドラゴミル・イリー ナディア・ペトロワ   | キム・クライシュテルス ミリアム・オレマンス                 | 7-6(7-5), 6-7(5-7), 6-4      |
| 2002 | キャサリン・バークレー マルチナ・ミュラー             | ビアンカ・ラマデ マグダレナ・マレーバ                       | 6-4, 7-5                     |
| 2003 | エレーナ・デメンチェワ リナ・クラスノルツカヤ         | ナディア・ペトロワ マリー・ピエルス                         | 2-6, 6-3, 6-4                |
| 2004 | ミラグロス・セケラ リサ・マクシア                     | エレナ・コスタニッチ クラウディーヌ・シャウル               | 7-6(7-3), 6-3                |
| 2005 | アナベル・メディナ・ガリゲス ディナラ・サフィナ       | イベタ・ベネソバ ヌリア・リャゴステラ・ビベス               | 6-4, 2-6, 7-6(13-11)         |
| 2006 | 晏紫 鄭潔                                             | アナ・イバノビッチ マリア・キリレンコ                       | 3-6, 6-2, 6-2                |
| 2007 | 詹詠然 荘佳容                                         | アナベル・メディナ・ガリゲス ビルヒニア・ルアノ・パスクアル | 7-5, 6-2                     |
| 2008 | マリナ・エラコビッチ ミハエラ・クライチェク           | リガ・デクメイエレ アンゲリク・ケルバー                     | 6-3, 6-2                     |
| 2009 | サラ・エラニ フラビア・ペンネッタ                     | ミハエラ・クライチェク ヤニナ・ウィックマイヤー             | 6-4, 5-7, [13-11]            |
| 2010 | アーラ・クドリャフツェワ アナスタシア・ロディオノワ   | バニア・キング ヤロスラワ・シュウェドワ                     | 3-6, 6-3, [10-8]             |
| 2011 | バルボラ・ザフラボバ・ストリコバ クララ・ザコパロバ   | ドミニカ・チブルコバ フラビア・ペンネッタ                   | 1-6, 6-4, [10-7]             |
| 2012 | サラ・エラニ ロベルタ・ビンチ                         | マリア・キリレンコ ナディア・ペトロワ                       | 6-4, 3-6, [11-9]             |
| 2013 | イリーナ＝カメリア・ベグ アナベル・メディナ・ガリゲス | ドミニカ・チブルコバ アランチャ・パラ・サントンハ           | 4-6, 7-6(7-3), [11-9]        |
| 2014 | マリナ・エラコビッチ アランチャ・パラ・サントンハ     | ミハエラ・クライチェク クリスティナ・ムラデノビッチ         | 0-6, 7-6(7-5), [10-8]        |
| 2015 | アシァ・モハメド ラウラ・シエゲムンド                 | エレナ・ヤンコビッチ アナスタシア・パブリュチェンコワ       | 6-3, 7-5                     |
| 2016 | オクサナ・カラシニコワ ヤロスラワ・シュウェドワ       | クセーニャ・クノル アレクサンドラ・クルニッチ               | 6-1, 6-1                     |
| 2017 | ドミニカ・チブルコバ キルステン・フリプケンス         | キキ・ベルテンス デミ・シュールス                           | 4-6, 6-4, [10-6]             |
| 2018 | エリーズ・メルテンス デミ・シュールス                 | キキ・ベルテンス キルステン・フリプケンス                   | 3-3, 途中棄権                |
| 2019 | 青山修子 アレクサンドラ・クルニッチ                   | レスレイ・ケルクホーフェ ビビアン・スクーフス               | 7-5, 6-3                     |